# Kirsten Monrad-Aas

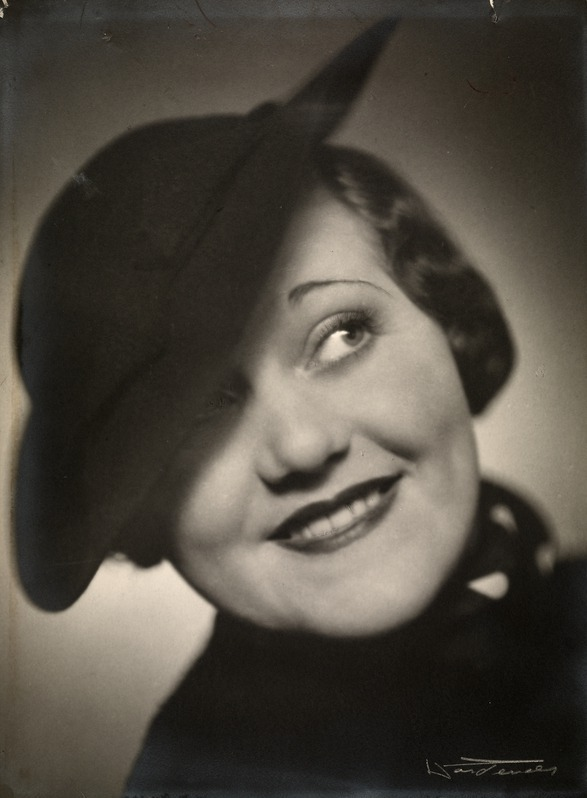
Kirsten Monrad-Aas, mellan 1925 och 1930

Kirsten Monrad-Aas, född Lampe den 12 april 1889 i Kristiania, död den 12 februari 1963, var en norsk skådespelare. Hon gifte sig 1910 med Alf Monrad-Aas.

## Filmografi
Enligt Internet Movie Database:
- 1915 – Hans faders brott
- 1915 – Hans bröllopsnatt
- 1935 – Du har lovet mig en kone!
- 1938 – Ungen